# Шакирд
Шакирд — студент медресе или аналогичного мусульманского учебного заведения.
Шакирды обычно изучают основы ислама и арабскую графику, религиозно-схоластические дисциплины и каллиграфию. Нередко в их учебную программу входят и светские дисциплины, такие как иностранные языки, арифметика, география, история и т. д.
В российских дореволюционных медресе шакирды обучались либо в новометодных школах (см. джадидизм), либо в старометодных школах (см. кадимизм), отличавшихся друг от друга тем, что упор делался либо на религиозную догматику, схоластику и религии, либо на рациональные дисциплины.
До революции 1917 года на территории Среднего Поволжья существовали оба типа медресе, которые заслужили широкое признание тюркско-мусульманского населения Российской империи. Одним из них стало «Мухаммадия» в г. Казани, основанное Галимжаном Галиевым-Баруди. Большой известностью пользовались также медресе «Касымия» в Казани, «Галия» и «Гусмания» в Уфе, «Хусаиния» в Оренбурге, «Расулия» в Троицке и т. д. В ряде медресе преподавали практически все учебные дисциплины русской школы. Например, шакирды медресе «Мухаммадия» изучали языки и литературу (татарский, русский, арабский, персидский), арифметику, счёт, рисование-черчение, физику, природоведение, географию, историю (всеобщую, российскую, историю тюркских народов, историю науки и классов), философию, логику, психологию, педагогику, методику преподавания, юриспруденцию, риторику, метрику, этику, медицину-гигиену, науку о разделе имущества (фараиз). Учебный план медресе «Хусаиния» включал восемь религиозных и двадцать светских учебных дисциплин. В 1911 году английские исследователи пришли к выводу, что учебные планы подобных медресе сходны с планами классических гимназий.